# Campeonato Nacional da Divisão de Honra
O Campeonato Nacional da Divisão de Honra, também conhecido como  Campeonato Nacional da 2ª Divisão, é a segunda competição mais importante de futebol realizada em Moçambique, sendo organizada pela Federação Moçambicana de Futebol. Começou a ser disputado em 2011 e consiste em 3 grupos de clubes regionalizados por localização geográfica, onde o campeão de cada grupo ascende ao Moçambola do ano seguinte, enquanto que os 2 ou 3 piores colocados passaram a ser rebaixados para a etapa de Campeonatos provinciais criada em 2017.

## Formato
As primeiras edições da Divisão de Honra ocorria em duas etapas, onde na primeira, os clubes participantes enfrentavam equipas de sua mesma província, avançando à fase seguinte aqueles melhores colocados. Na segunda fase, o Campeonato Nacional se divide em 3 grupos regionalizados por províncias, onde o campeão de cada grupo garante vaga no Moçambola do ano seguinte.
Com o crescimento de número de equipas, a partir de 2016 dividiu-se o campeonato em dois, e a Divisão de Honra passou a conter apenas a segunda das etapas, permanecendo a regionalização de clubes em 3 grupos: Norte, Central e Sul. O campeão de cada grupo garante vaga no Moçambola do ano seguinte, enquanto os últimos colocados são rebaixados para os Campeonatos e Torneios Provinciais e Municipais do ano seguinte.
O torneio geralmente vai de início de Abril a meados de Outubro ou início de Novembro.

### Regionalização
Os clubes organizam-se regionalizados por província:
| Divisão de Honra         |
| NORTE                    |
| Niassa (1)               |
| Cabo Delgado (2)         |
| Nampula (3)              |
| CENTRAL                  |
| Zambézia (4)             |
| Tete (5)                 |
| Manica (6)               |
| Sofala (7)               |
| SUL                      |
| Inhambane (8)            |
| Gaza (9)                 |
| Província de Maputo (10) |
| Cidade de Maputo (11)    |

## Promoção e despromoção
| Edição | Clubes | Despromovidos                                                  | Despromovidos                                                                         | Despromovidos                                               |
| Edição | Clubes | Zona Norte                                                     | Zona Central                                                                          | Zona Sul                                                    |
| ------ | --- | -------------------------------------------------------------- | ------------------------------------------------------------------------------------- | ----------------------------------------------------------- |
| 2011   | Ferroviário de Pemba (Zona Norte); Têxtil Púnguè (Zona Central); FC Chibuto (Zona Sul)                      | -                                                              | -                                                                                     | -                                                           |
| 2012   | Desportivo de Nacala (Zona Norte); Estrela Vermelha da Beira (Zona Central); Matchedje de Maputo (Zona Sul) | -                                                              | -                                                                                     | -                                                           |
| 2013   | Ferroviário de Pemba (Zona Norte); Ferroviário de Quelimane (Zona Central); Desportivo Maputo (Zona Sul)    | -                                                              | -                                                                                     | -                                                           |
| 2014   | Ferroviário de Nacala (Zona Norte); 1º de Maio (Zona Central); ENH de Vilanculos (Zona Sul)                 | -                                                              | -                                                                                     | -                                                           |
| 2015   | Desportivo do Niassa (Zona Norte); Chingale de Tete (Zona Central); Estrela Vermelha de Maputo (Zona Sul)   | -                                                              | -                                                                                     | -                                                           |
| 2016   | Lichinga (Zona Norte); Textáfrica do Chimoio (Zona Central); Desportiva Macuácua (Zona Sul)                 | -                                                              | -                                                                                     | -                                                           |
| 2017   | Sporting de Nampula (Zona Norte); UP Manica (Zona Central); Incomáti (Zona Sul)                             | Liga Desportiva de Monapo Águias Especiais Desportivo de Mueda | Ferroviário de Quelimane Pipeline da Maforga Atlético de Gondola Água Vumba de Manica | Matchedje de Maputo Ntumbuluku Vulcano AD Chókwè            |
| 2018   | Baía de Pemba (Zona Norte); Têxtil Púnguè (Zona Central); AD Macuácua (Zona Sul)                            | Liga Desportiva de Cuamba Desportivo de Pemba                  | Estrela Vermelha da Beira Desportivo Manica Desportivo de Tete                        | Águias Especiais Clube da Manhiça UP SF (Maxixe) Ntumbuluku |